# ادموند فلپس
ادموند فلپس (به انگلیسی: Edmund Phelps) در ۲۶ ژوئیه ۱۹۳۳ در شهر ایونستُن ایالت ایلینوی امریکا به دنیا آمد و به پیشنهاد پدرش وارد رشته اقتصاد شد. بعد از اخذ لیسانس اقتصاد در سال ۱۹۵۵، وارد دانشگاه ییل شد و بیشتر تحت تأثیر اقتصاددانانی نظیر جیمز توبین، ویلیام فلنر، هنری والیچ و توماس شلینگ قرار گرفت. او در سال ۱۹۵۹ از همان دانشگاه مدرک دکترای خود را گرفت و بعد از مدت کوتاهی کار در موسسه رَند، در سال ۱۹۶۰ برای بورسیه پست دکتری در بنیاد کُلز پذیرفته شد. در سال ۱۹۶۶ دانشگاه ییل را به مقصد دانشگاه پنسیلوانیا ترک کرد و تا سال ۱۹۶۹ در آنجا ماند. فلپس در سال ۱۹۷۱ به دانشگاه کلمبیا رفت و در آنجا به عنوان استاد اقتصاد سیاسی مشغول به تدریس شد. این اقتصاددان امریکایی در سال ۲۰۰۰ به عنوان عضو برجستهٔ انجمن اقتصاد آمریکا(AEA) انتخاب شد و در سال ۲۰۰۶ به واسطهٔ کار بر روی بده بستان‌های بین دوره‌ای در اقتصاد کلان جایزه نوبل اقتصاد را دریافت نمود. ادموند فلپس، نوبلیست اقتصادی است که سهم بسزایی در توسعهٔ درک ما از بخش عرضهٔ اقتصاد کلان داشته است. او نشان داد هیچ بده بستان پایداری بین بیکاری و تورم وجود ندارد. وی همچنین سطح بهینهٔ اجتماعی پس‌انداز و تحقیق در راستای تکنولوژی‌های جدید را بدست آورد و نشان داد چطور پیشرفت تکنولوژیکی وابسته به بُعد جمعیت و سطح تحصیلات است. فلپس در سالهای اخیر، مدل‌های نرخ بیکاری تعادلی را با نام بیکاری ساختاری توسعه داده که می‌تواند نوسانات طولانی بیکاری را برای کشورهای مختلف توضیح دهد.